# Coll de Pradelles
El Coll de Pradelles és un coll situat a 1.990,3 m alt d'un contrafort nord del Cim de Coma Morera, de la carena axial dels Pirineus, situat entre els termes comunals d'Oceja i de Vallcebollera, tots dos de l'Alta Cerdanya, a la Catalunya del Nord.
Està situat al sud-est del terme d'Oceja i al sud-oest del de Vallcebollera, en un contrafort al nord del Cim de Coma Morera. És al nord-oest del Bosc de les Fonts, al sud-est de la Serra dels Lladres.
El Coll de Pradelles és un dels indrets de pas habituals en les rutes excursionistes dels Pirineus a l'Alta Cerdanya.